# Philadelphia Freedom
"Philadelphia Freedom" er en sang af den britiske sanger Elton John med tekst af Bernie Taupin.

## Udgivelse og indspilning
"Philadelphia Freedom" blev indspillet i sommeren 1974 i pauserne mellem sessioner til albummet Captain Fantastic and the Brown Dirt Cowboy (1975), og var dengang den eneste sang Elton John og Bernie Taupin nogensinde bevidst skrev som en single.
Sangen blev udgivet som en single den 24. februar 1975 og nåede førstepladsen i USA. I Canada blev hans ottende single på toppen af hitlisterne. I USA blev singlen certificeret guld i 1975 og platina i 1995 af Recording Industry Association of America.